# Liste der Baudenkmale in Hoppenrade
In der Liste der Baudenkmale in Hoppenrade sind alle denkmalgeschützten Bauten der Gemeinde Hoppenrade (Mecklenburg-Vorpommern) und ihrer Ortsteile aufgelistet (Stand 10. Februar 2021).

## Legende
In den Spalten befinden sich folgende Informationen:
- ID-Nr: Die Nummer wird von den Denkmalämtern der Landkreise vergeben. Wenn sie nicht bekannt ist, bleibt die Spalte leer. In dieser Spalte kann sich zusätzlich das Wort Wikidata befinden, der entsprechende Link führt zu Angaben zu diesem Denkmal bei Wikidata.
- Lage: die Adresse des Denkmales und die geographischen Koordinaten.
Link zu einem Kartenansichtstool, um Koordinaten zu setzen. In der Kartenansicht sind Denkmale ohne Koordinaten mit einem roten bzw. orangen Marker dargestellt und können in der Karte gesetzt werden. Denkmale ohne Bild sind mit einem blauen bzw. roten Marker gekennzeichnet, Denkmale mit Bild mit einem grünen bzw. orangen Marker.
- Bezeichnung: Bezeichnung, so wie sie in den offiziellen Listen der Denkmalämter steht. Ein Link hinter der Bezeichnung führt zum Wikipedia-Artikel über das Denkmal. Wenn die Bezeichnung der Denkmalämter inhaltlich fehlerhaft ist, ist in der Spalte „Beschreibung“ darauf hinzuweisen.
- Beschreibung: Beschreibung des Denkmales
- Bild: ein Bild des Denkmales und gegebenenfalls einen Link zu weiteren Fotos des Denkmals im Medienarchiv Wikimedia Commons

## Baudenkmale nach Ortsteilen

### Hoppenrade
| ID   | Lage                    | Bezeichnung | Beschreibung | Bild    |
| ---- | ----------------------- | --- | ------------ | ------- |
| 1888 | Bahnhofstraße 4 (Karte) | Bahnhof |              | Bahnhof |
| 1889 | Hauptstraße 36 (Karte)  | Streckenwärterhaus |              |         |
| 1890 | Speicherstraße (Karte)  | Gutsanlage mit Gutshaus (Nr. 28) und Park, Inspektoren- und Landarbeiterhaus (Nr. 24/26), Gärtnerei (Wohnhaus) (Bahnhofstraße 1), Speicher (Speicherstraße 16), Kutscherhaus (Speicherstraße 14), Schafstall und Kuhstall (Speicherstraße 17) |              |         |
| 1891 | Speicherstraße          | Transformatorenhaus |              |         |

### Kölln
| ID   | Lage          | Bezeichnung | Beschreibung | Bild           |
| ---- | ------------- | ----------- | ------------ | -------------- |
| 1943 | Nr. 4 (Karte) | Mühle       |              | Weitere Bilder |

### Koppelow
| ID   | Lage                    | Bezeichnung | Beschreibung | Bild           |
| ---- | ----------------------- | ----------- | ------------ | -------------- |
| 1944 | Nr. 9 (Karte)           | Siedlerhof  |              |                |
| 1945 | Nr. 10 (Karte)          | Siedlerhof  |              |                |
| 1946 | Nr. 42 (Karte)          | Gutshaus    |              |                |
| 1947 | am Weg nach Groß Grabow | Mausoleum   |              | Weitere Bilder |
| 1948 | Nr. 36 (Karte)          | Siedlerhof  |              |                |

### Lüdershagen
| ID   | Lage                      | Bezeichnung                          | Beschreibung | Bild           |
| ---- | ------------------------- | ------------------------------------ | ------------ | -------------- |
| 2137 | Lüdershagen 18a/b (Karte) | ehem. Schulhaus (Wohnhaus) mit Stall |              |                |
| 2138 | Lüdershagen 7 (Karte)     | Neubauernhaus                        |              |                |
| 2139 | Lüdershagen               | Gedenkstätte Georg Schumann          |              |                |
| 2140 | Lüdershagen 19 (Karte)    | Pfarrhof mit Pfarrhaus und Scheune   |              |                |
| 2141 | (bei Nr. 30) (Karte)      | Transformatorenhaus                  |              |                |
| 2142 | Nr. 36 (Karte)            | Kirche                               |              | Weitere Bilder |

### Striggow
| ID | Lage                | Bezeichnung                 | Beschreibung | Bild |
| -- | ------------------- | --------------------------- | ------------ | ---- |
|    | Striggow 34 (Karte) | Fundament einer Rundscheune |              |      |

## Quelle
Denkmalliste des Landkreises Rostock A ‐ Z (Stand: 10. Februar 2021; PDF, 497 KB)
- Karte mit allen Koordinaten:
- OSM |
- WikiMap